# Molekylmoln

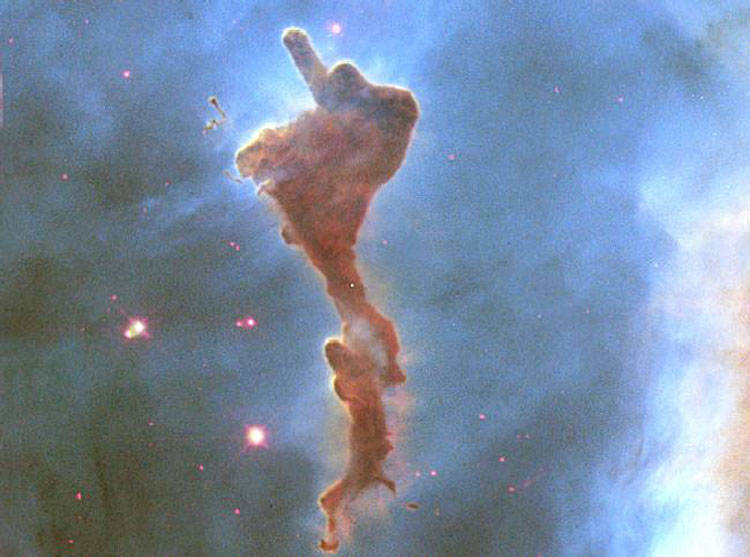
Inom ett par miljoner år kommer ljus från starka stjärnor ha kokat bort detta molekylmoln av gas och stoft. Molnet har knoppats av från Carinanebulosan. Nyligen bildade stjärnor är synliga i närheten. Bilden spänner över ungefär två ljusår.

Ett molekylmoln är inom astronomin en typ av interstellära moln vars densitet och storlek tillåter bildandet av molekyler, huvudsakligen molekylärt väte (H2).
Inom vår egen galax Vintergatan står molekylmoln för mindre än en procent av den totala volymen hos det interstellära mediet. På samma gång är de den tätaste delen av mediet och står för ungefär hälften av den totala gasmassan innanför solens galaktiska omloppsbana. Huvuddelen av den molekylära gasen finns i en ring mellan 3,5 och 7,5 kiloparsec från galaxens mitt (solen befinner sig ungefär 7,6 kiloparsec från denna punkt). Storskaliga kartor över koldioxid i galaxen vidar att positionen av denna gas i hög grad överensstämmer med positionerna på galaxens spiralarmar. Att molekylmolnen främst uppträder där antyder att de bildas och skingras på en tidsskala kortare än 10 miljoner år vilket är tiden det tar för materia att passera genom armregionen.